# ارجویه
آرجویه روستایی از توابع بخش سیمکان  شهرستان جهرم استان فارس در ایران است. این روستا بر اساس سرشماری سال ۱۳۹۵، جمعیتی برابر با ۱٬۷۴۱ نفر جمعیت (۵۰۰ خانوار) داشته‌است و پرجمعیت‌ترین روستای بخش سیمکان و سومین روستای پرجمعیت شهرستان جهرم به شمار می‌رود.